# لیناردو دا سیلوا
لیناردو دا سیلوا (به پرتغالی: Leandro da Silva) مدافع اهل برزیل است که در شهر Rio Branco do Sul و در تاریخ ۱۱ ژانویهٔ ۱۹۸۹ به دنیا آمده‌است.
لیناردو دا سیلوا در تیم‌های فوتبال کوریتیبا سابقهٔ حضور دارد.